# Lišaj svízelový
Lišaj svízelový (Hyles gallii) je noční motýl z čeledi lišajovitých, blízký příbuzný lišaje pryšcového. Je rozšířen na území ČR, není však hojný.

## Rozšíření
Obývá mírné pásmo holarktické oblasti, je široce rozšířen s výjimkou Irska, kde se objevuje jen vzácně.

Vyhledává prosluněné luční a stepní biotopy ve středních nadmořských výškách (400 až 600 m n. m.).

## Popis

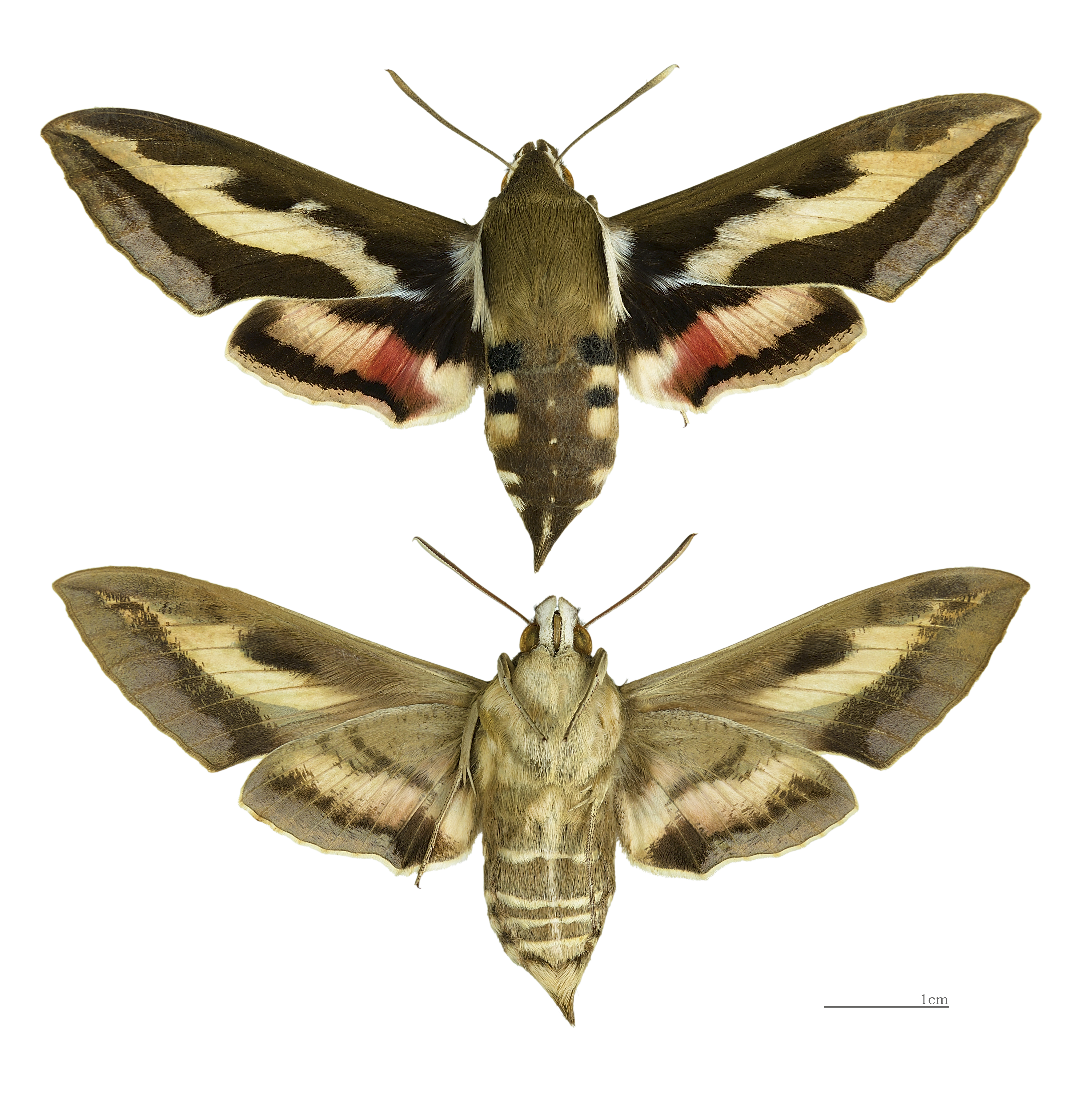
Sbírkový exemplář (samice)
(svrchní a spodní pohled)

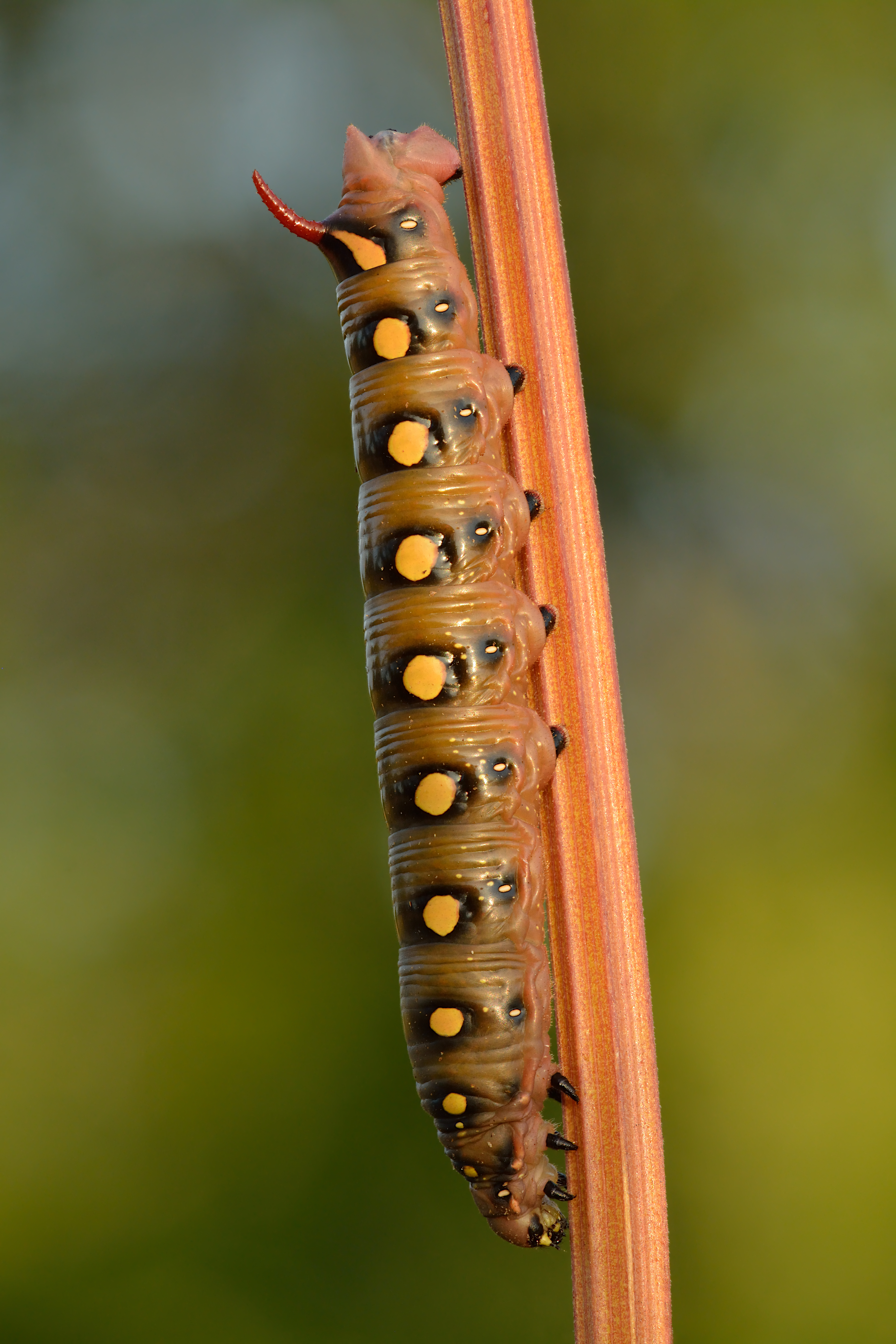
Dorostlá housenka

Jedná se o středně velkého lišaje s výrazně aerodynamicky tvarovaným tělem. Délka předního křídla je 32–35 mm, základní barvou je tmavě olivová. Středem předního křídla se táhne šípovitý pruh béžové barvy, který se ke špičce křídla zužuje. Vnější okraj má šedavý až nafialovělý lem. Zadní křídla jsou béžová až načervenalá s černými pásy na kořeni a při vnějším okraji. U vnitřního okraje je červeno-bílá skvrna. Hlava, hruď i zadeček jsou olivově zelené, mírně světlejší než přední křídla. První dva články zadečku mají černo-bílé postranní pásky, ostatní články už jen bílé. Nohy i tykadla jsou bělavé, samci mají tykadla mírně hřebenitá. Spodina těla je béžově šedá.

V ČR žije podobný druh, lišaj pryšcový. Od toho se lišaj svízelový liší celistvě tmavou přední hranou předního křídla, celkově kontrastnějším zbarvením a béžovou (nikoli růžovou) spodinou těla. Je také obvykle o něco větší.
Housenky lišaje svízelového jsou zelené až tmavozelené s červeným růžkem na konci těla. Na každém článku je pár tmavě obroubených béžových skvrn, na posledním článku je tato skvrna podlouhlá, protažená až k růžku. V posledním instaru měří 7–9 cm.
Kukla se podobá kukle lišaje pryšcového, je okrově hnědá s jemným tmavým mramorováním.

## Bionomie
V České republice létá ve dvou generacích – od května do června a od srpna do října, přičemž druhá generace je méně početná a vyvíjí se pouze v oblastech s teplejším podnebím. Dospělci jsou aktivní v podvečer, vyhledávají květy vrbovek, svlačce a dalších, zejména hvozdíkovitých rostlin, ze kterých v letu sají nektar. Oplodněná samička klade až 400 vajíček jednotlivě na hostitelské rostliny.
Housenky se vyskytují od léta do podzimu, živí se různými druhy svízelů, mařinkou vonnou, mořenou či vrbovkou. Při žíru často vylézají až na vršek rostliny, kde se sluní a okusují květy. Kuklí se při zemi mezi zbytky vegetace, nebo mělce v hlíně.
Přezimujícím stádiem je nevylíhnuvší se kukla první generace.

## Galerie

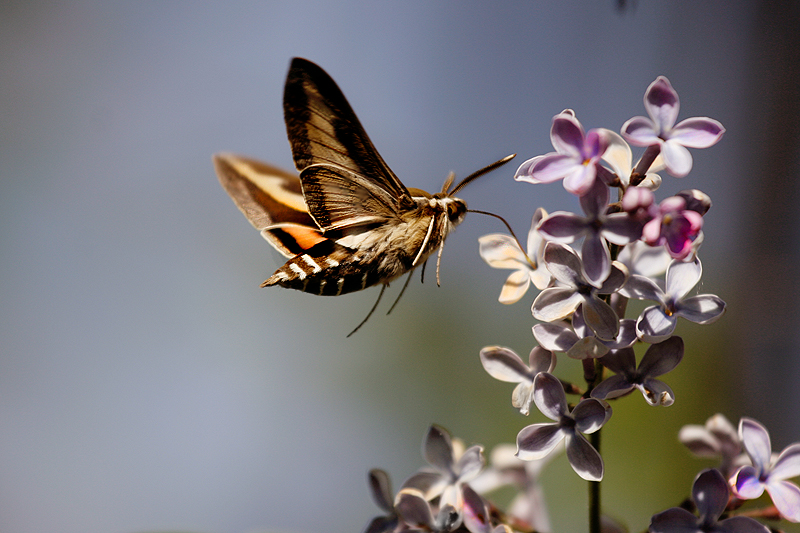
Lišaj svízelový sající za letu nektar z květu
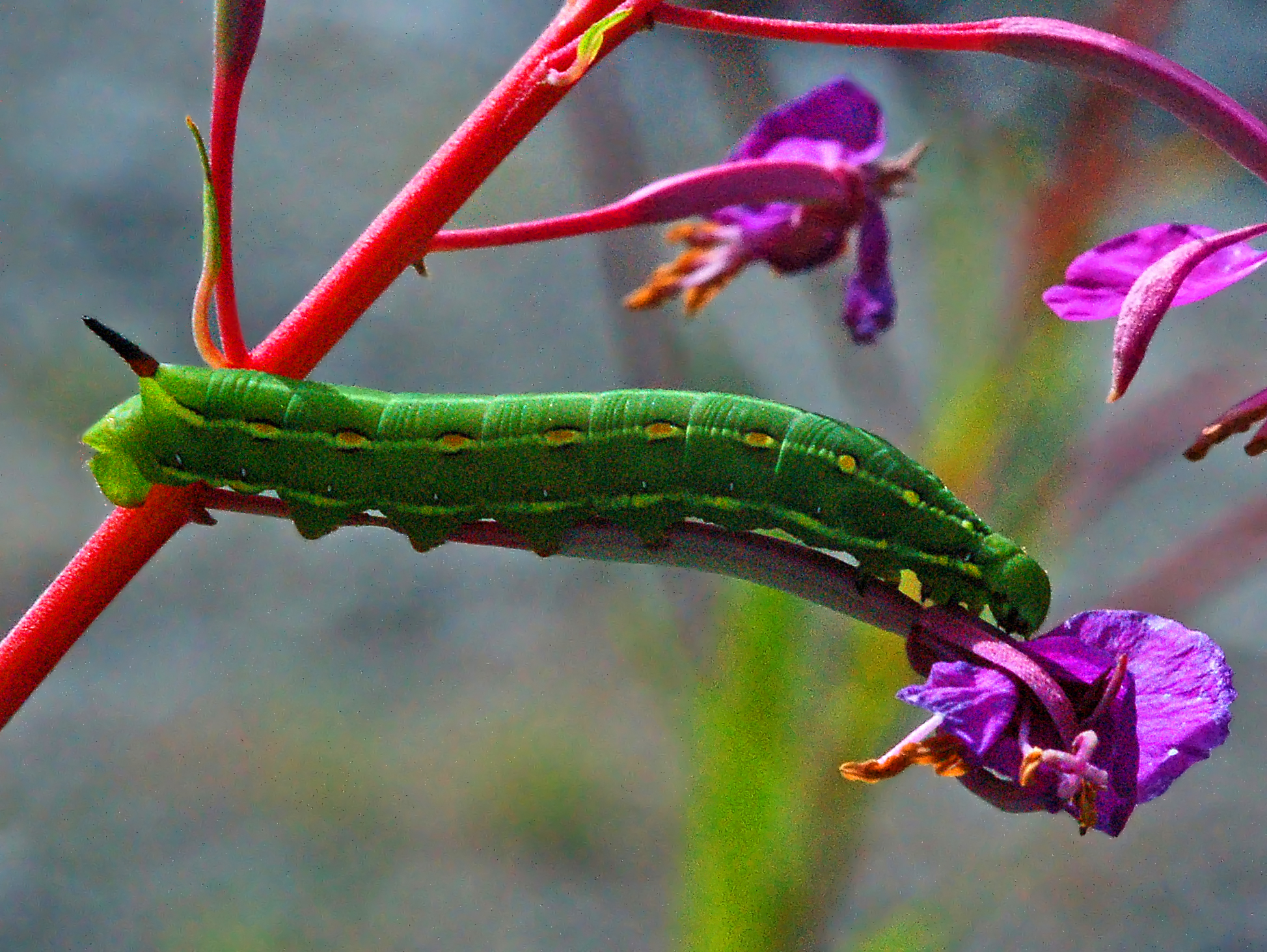
Housenka třetího instaru
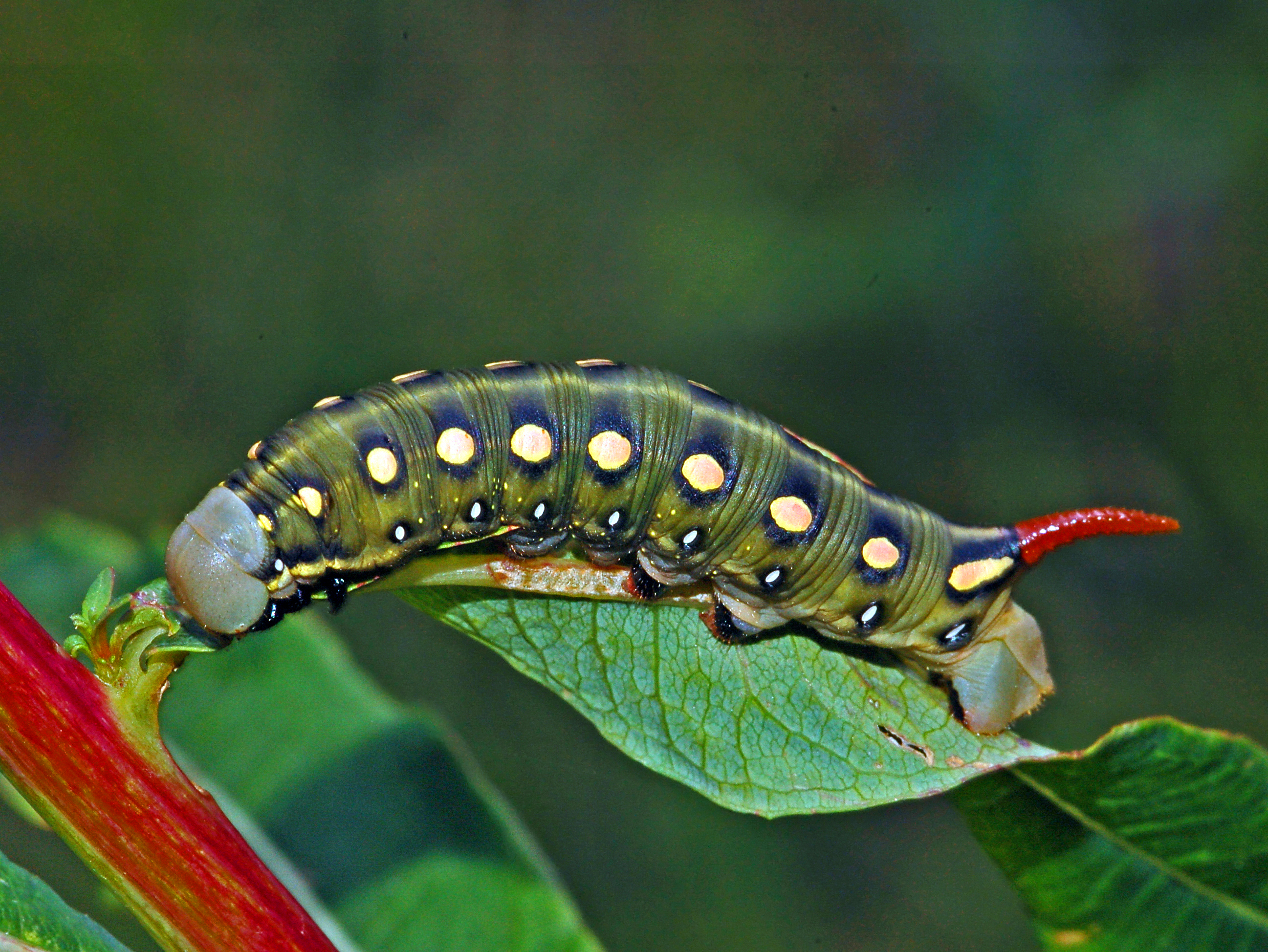
Dorostlá housenka
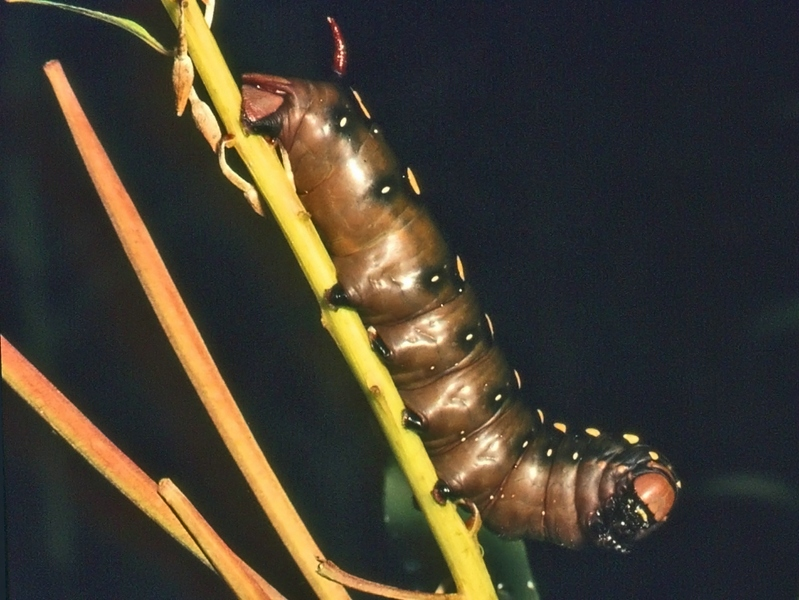
Housenka v obranném postoji
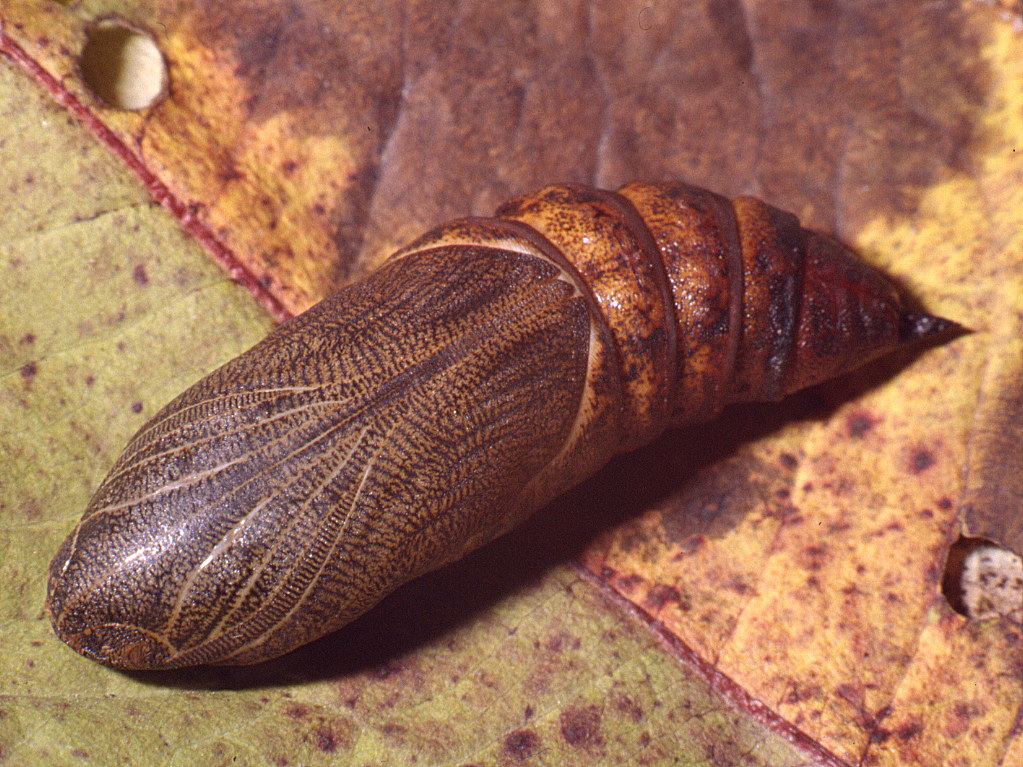
Kukla